# سان جينس
سان جينس (بالفرنسية: Saint-Gence)‏ هي إحدى بلديات مقاطعة فيين العليا في منطقة أقطانية الجديدة غرب وسط فرنسا.